# Separation af de variable
 Denne artikel bør gennemlæses af en person med fagkendskab for at sikre den faglige korrekthed.
    Forsøget på at formulere artiklen populærvidenskabeligt gør artiklen uforståelig for både fagfolk og formodentligt også folk, der kun har matematik på A-niveau.

Separation af de variable er en matematisk metode til at løse separabel første ordens differentialligninger. Beviset for, at den logistiske funktions forskrift er løsningen til en differentialligning, kan føres vha. separation af de variable; hvor {\displaystyle g(x)=1}.
Metoden anvendes, hvor differentialkvotienten af {\displaystyle y} er lig med en funktion af {\displaystyle x} multipliceret med en funktion af {\displaystyle y}:
{\displaystyle {\frac {\mathrm {d} {y}}{\mathrm {d} {x}}}={g(x)}\cdot {h(y)}}
{\displaystyle \Leftrightarrow } Først tager man forbehold: {\displaystyle h(y)\neq 0} og så separerer man de variable: Man dividerer med {\displaystyle h(y)} og multiplicerer med {\displaystyle dx} sådan:
{\displaystyle {\frac {1}{h(y)}}\cdot dy=g(x)\cdot dx}
{\displaystyle \Leftrightarrow } Man fjerner gange-tegn og tilføjer integral-tegn på begge sider: Det ubestemte integrale af {\displaystyle 1} divideret med funktionen af {\displaystyle y} er lig med det ubestemte integral af funktionen af {\displaystyle x}:
{\displaystyle \int {\frac {1}{h(y)}}\mathrm {d} {y}=\int {g(x)}\mathrm {d} {x}}
{\displaystyle \Leftrightarrow } Herefter omdanner man til en almindelig ligning ved at skrive to stamfunktioner:
{\displaystyle H(y)=G(x)+\beta ,\beta } er et reelt tal og fælles integrationskonstant for de to stamfunktioner.

## Den almindelige ligning
Ved at anvende separation af de variable samt skrive to stamfunktioner og den fælles integrationskonstant (gerne med et græsk bogstav) er der fremkommet en almindelig ligning.
Så er det lettere at isolere {\displaystyle y} i den almindelige ligning. Når man har isoleret {\displaystyle y}, så har man beregnet differentialligningens fuldstændige løsning. Ved først at isolere konstanten {\displaystyle c}; og så indsætte løsningskurvens punkts koordinater i den fuldstændige løsning beregner man den partikulære løsning, der indeholder det punkt, som løsningskurven gennemskærer.

## Illustrationer
De fire illustrationer formidler det budskab, at en separabel første ordens differentialligning kan opfattes som to ubestemte integraler. Der er tale om et ubestemt integrale af {\displaystyle x} og et andet ubestemt integrale af {\displaystyle y}. Men der er gået kludder i de to ubestemte integraler. Så samler man alt, der har med {\displaystyle y} at gøre på den ene side af lighedstegnet; mens alt, som har med {\displaystyle x} at gøre, samler man på den anden side af lighedstegnet.

## Software
Der findes CAS-software, som kan foretage separation af de variable: bl.a. Xcas
Xcas foretager separation af de variable med denne kommando:
split((x+1)*(y-2),[x,y]) = [x+1,y-2]